# Edén Término
Edén Término (Eden End en su título original) es una obra de teatro del autor británico J. B. Priestley, estrenada en el Duchess Theatre, de Londres, el 13 de septiembre de 1934.

## Argumento

### Acto I
Un martes de octubre de 1912 en Eden Término, en el norte de Inglaterra, los hermanos Wilfred y Lilian recuerdan a su hermana cuando su anciana niñera, Sara, recupera el vestido que Stella llevaba en su noche de triunfo en el Ayuntamiento. Los hermanos discuten acerca de si Stella hizo bien en marcharse; como quiera que Wilfred trabaja en Nigeria, Lilian se lamenta de haber tenido que permanecer en Eden Término para cuidar de su anciano padre. Están escuchando el gramófono, cuando, para su sorpresa, Stella llega a casa, por primera vez en ocho años.
Stella con entusiasmo interroga a Wilfred y Lilian sobre lo que ha sucedido en su ausencia. Pero cuando se queda a solas con Sarah se derrumba, pues no ha podido cumplir sus planes. Su emoción aumenta cuando el padre, el Dr. Kirby le dice lo mucho que la admira por su valentía al salir en busca de su fortuna, en contraste con su propia decisión de permanecer en el norte de Inglaterra por el bien de su esposa. Le hace, además saber, que presiente que le queda poco tiempo de vida.
Lilian da cuenta de la marca de un anillo de bodas, recientemente eliminado en su mano izquierda, y Stella le confiesa que en Australia se casó con un compañero actor, Charles Appleby , de quien ahora está separada. No mucho tiempo después aparece por la casa un antiguo pretendiente de Stella, Geoffrey Farrant, despertando los celos de Lilian.

### Acto II
Charles llega a Edén Término el viernes, reclamado por Lilian, celosa de la relación entre Stella y Geoffrey. Geoffrey descubre que Stella ha estado casada. Stella se enfrenta a Lilian y Lilian trata de justificar sus acciones, mostrando su rabia reprimida durante mucho tiempo por el egoísmo de Stella, que, según afirma, condujo a la muerte prematura de la madre.

### Acto III
La noche del sábado Wilfred y Charles salen a tomar una copa. Lilian continua su argumento del día anterior, y más tarde Stella se siente mal de nuevo cuando su padre, sin darse cuenta de su falta de éxito profesional, declara de nuevo su orgullo por ella. 
Al darse cuenta de que ya no tiene su sitio en su antigua casa, Stella anuncia su partida, con el pretexto de haber sido seleccionada para una nueva producción. Charles y ella parten en el tren domingo, y aparentemente tratarán de arreglar su matrimonio.

## Personajes
- El Dr. Kirby
- Stella Kirby, la actriz
- Wilfred Kirby, su hermano menor
- Lilian Kirby, su hermana menor
- Sarah, una vieja sirviente
- Geoffrey Farrant, un soltero
- Charles Appleby, el marido de Stella, de la que se separa

## Otras producciones
La obra se representó en el Theatre Masque de Broadway desde el 21 de octubre de 1935. Contó con la actuación de Alexander Gauge (Wilfred Kirby), Edward Irwin (Dr. Kirby), Edgar Norfolk (Charles Appleby), Wilfred Seagram (Geoffrey Farrant), Louise Smith (Lillian Kirby), Ruth Vivian (Sarah), y Estelle Winwood (Stella Kirby).
En España se emitió por televisión, dentro del espacio Estudio 1, de TVE, el 26 de noviembre de 1971, y estuvo interpretada por Jaime Blanch, María del Puy, Mary Delgado, Guillermo Marín y Francisco Piquer y en el espacio Primera Fila el 15 de julio de 1964, con dirección de Pedro Amalio López, y con actuación de Rosa Luisa Gorostegui, Emilio Gutiérrez Caba, Lola Herrera, Ángel Picazo, Fernando Nogueras y José Sepulveda.